# Friedrich August Mahla
Friedrich August Mahla (* 26. Juli 1829 in Landau in der Pfalz; † 26. Dezember 1913 ebenda) war ein deutscher Jurist und Politiker.
Mahla nahm als Student der Rechtswissenschaften an der Universität Heidelberg am Pfälzischen Aufstand von 1849 teil, weshalb er ins Schweizer Exil floh. Bereits 1848 war er Mitglied der Alten Heidelberger Burschenschaft Franconia geworden. Bis 1854 lebte er in Lausanne. 1854 legte er sein Examen ab und übernahm 1859 in Landau die Anwaltskanzlei seines Vaters. 1883 wurde er Reichstagsabgeordneter für die Nationalliberale Partei im Reichstagswahlkreis Pfalz (Bayern) 2. Mahla war in den Jahren 1887 bis 1904 ehrenamtlicher Bürgermeister der Stadt Landau in der Pfalz. Die Stadt Landau ernannte ihn 1904 zum Ehrenbürger; es war die erste Verleihung des Ehrenbürgerrechts durch die Stadt. Die Frauenrechtlerin Elisabeth Mahla war seine Enkelin.